# ملعب كامب دي ليس كورتس

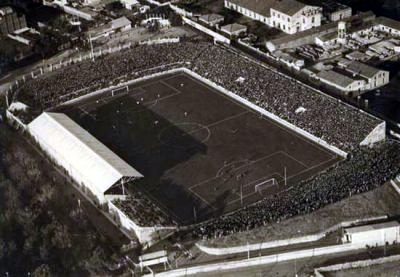
منظر لملعب ليس كورتس عام 1930

كامب دي ليس كورتس ملعب كرة قدم سابق كان خاص في نادي برشلونة تم تدشين الملعب عام 1922 ، وقد تم اعتمادة حينها من قبل إدارة النادي بدل من ملعب كامب ديل لا إندوستريا نظرا لزيادة إقبال الجماهير على متابعة مباريات الفريق وحاجة النادي حينها لملعب أكثر تطورا، بلغت تكاليف إنشاء الملعب مليون بيزيتا، وبلغت الطاقة الأستيعابة عند تأسيس الملعب ل 60 ألف متفرج لكن رغم تلك الطاقة الأستيعابية لعدد الجمهور لهذا الملعب إلا أن إدارة نادي برشلونة في أوائل الخمسينيات من القرن الفائت قررت بناء ملعب أكثر فخامة ويستوعب لعدد أكبر من الجماهير وهو ملعب كامب نو الذي تم انجاز بنائة في العام 1957، ليصبح ملعب النادي الكاتلوني بدلا من كامب دي ليس كورتس الذي تم هدمة عام 1966.